# Carlo Del Prete

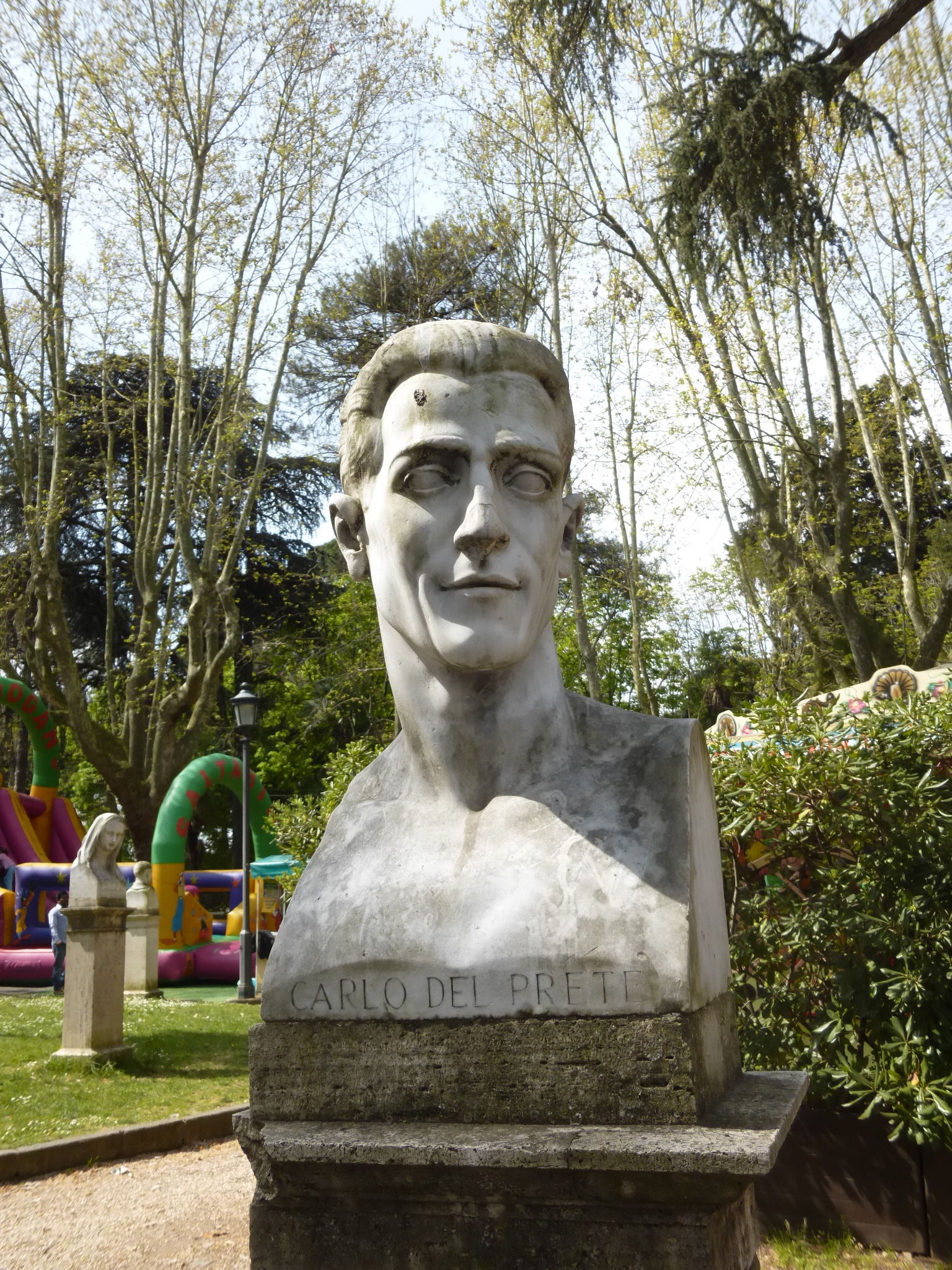
Pincio - busti - Carlo del Prete P1080145

Carlo Del Prete (Lucca, 21 de agosto de 1897 – Rio de Janeiro, 16 de agosto de 1928) foi um aviador militar italiano, reconhecido por seus feitos pioneiros na aviação de longo curso durante os anos 1920. Foi navegador do voo intercontinental de Francesco De Pinedo e copiloto do voo transatlântico com Arturo Ferrarin. Morreu tragicamente após um acidente de avião no Brasil, poucos dias após completar um recorde mundial de travessia do Atlântico Sul sem escalas.

## Primeiros anos e formação
Del Prete nasceu em Lucca, filho do médico Lorenzo Del Prete, ex-prefeito da cidade, e de Fedilla Anna Giuditta Francini. Em 1912, com apenas 15 anos, ingressou na Academia Naval de Livorno. Ainda como cadete, participou da Guerra Ítalo-Turca (1911–1912) a bordo dos navios Flavio Gioia e Etna, servindo nas costas da Líbia.
Durante a Primeira Guerra Mundial, serviu inicialmente em submarinos, depois como observador aéreo na 1ª Esquadrilha de Hidroaviões da Marinha Real Italiana. Participou da famosa "Beffa di Buccari" em fevereiro de 1918, ao lado de Gabriele D'Annunzio.
Após a guerra, obteve o brevê de piloto em 1922 e, em 1923, transferiu-se para a recém-criada Regia Aeronautica (Força Aérea Real Italiana), tornando-se piloto de testes. Seu talento como navegador logo se destacou, sendo designado para voos de longa distância.

## Voo dos Quatro Continentes
Em 1927, Del Prete foi escolhido para acompanhar o famoso aviador Francesco De Pinedo e o mecânico Vitale Zacchetti em uma ambiciosa viagem aérea que ficou conhecida como Voo dos Quatro Continentes.
A bordo do hidroavião Savoia-Marchetti S.55 Santa Maria, partiram de Cagliari (Sardenha) em 13 de fevereiro de 1927, percorrendo cerca de 43.820 km em 279 horas de voo. A viagem teve escalas na África, Brasil, América do Norte e Europa, encerrando-se em Roma em 16 de junho.
Esse feito foi amplamente noticiado e consolidou Del Prete como um dos maiores navegadores aéreos de sua geração.

## Recordes de Carlo Del Prete com Arturo Ferrarin
Em 1928, uniu-se ao piloto Arturo Ferrarin com o objetivo de bater recordes mundiais. Em 31 de maio de 1928, a bordo do protótipo Savoia-Marchetti S.64, decolaram de Montecelio e, após 58 horas e 34 minutos de voo contínuo em circuito fechado, bateram três recordes mundiais:
- Maior distância percorrida em circuito fechado: 7.666 km
- Maior duração de voo contínuo: 58h34min
- Maior velocidade média nos primeiros 5.000 km em circuito fechado

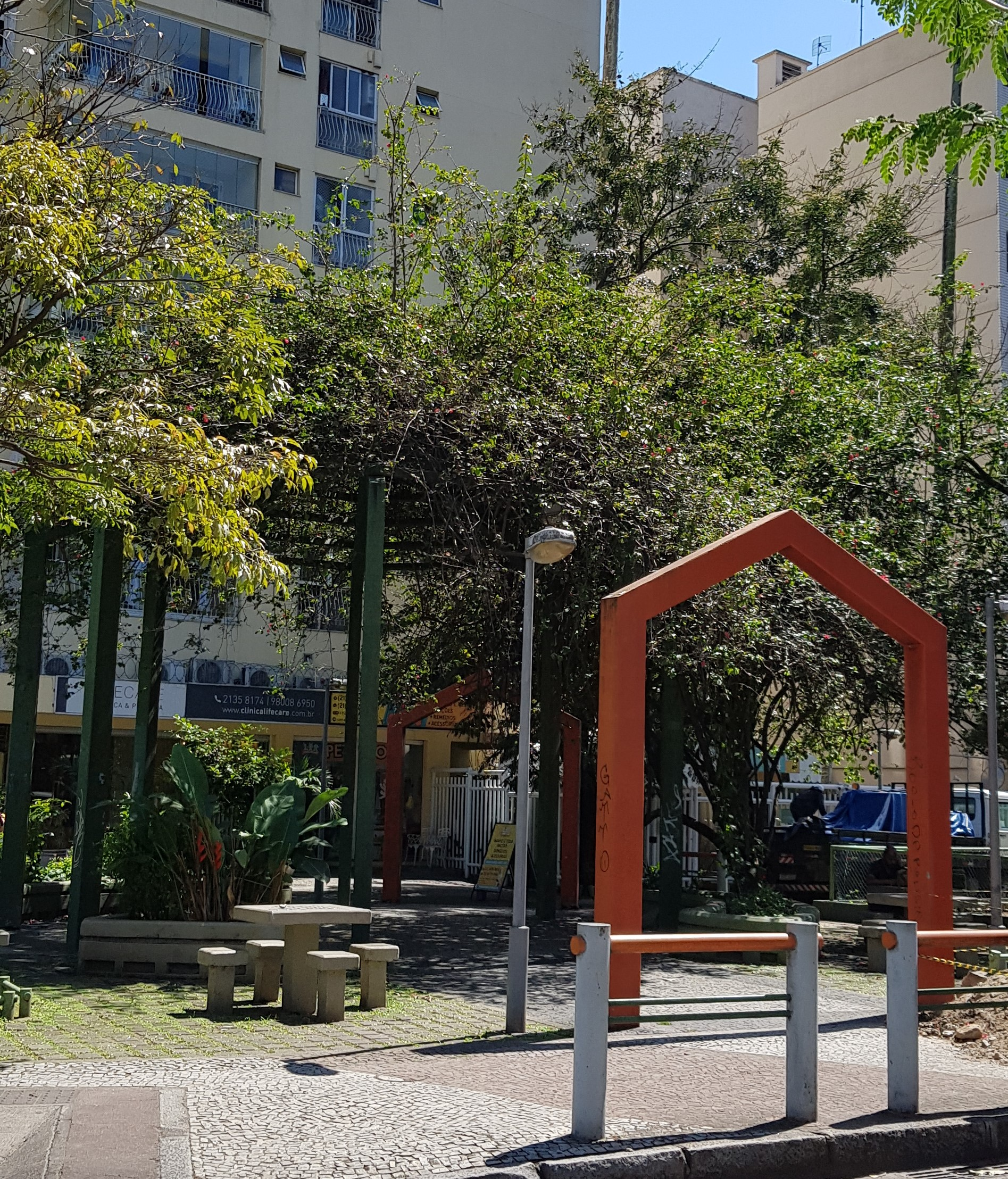
Portal Praça Del Prete

Posteriormente, decidiram tentar um feito ainda mais audacioso: atravessar o Atlântico Sul sem escalas.

## Travessia do Atlântico
Em 3 de julho de 1928, Del Prete e Ferrarin partiram novamente de Montecelio rumo ao Brasil, a bordo do S.64. Após 48 horas e 14 minutos, pousaram em Touros, no Rio Grande do Norte, completando 7.188 km sem reabastecimento – um novo recorde mundial de distância sem escalas.
Foram recebidos com enorme entusiasmo no Brasil. O feito foi considerado um marco na aviação e consolidou a amizade ítalo-brasileira. Após o pouso, realizaram voos de demonstração por várias cidades brasileiras.

## Acidente e morte
Em 8 de julho de 1928, durante uma apresentação no Campo dos Afonsos, no Rio de Janeiro, Del Prete pilotava um hidroavião Savoia-Marchetti S.62 que caiu logo após a decolagem. Ele sofreu ferimentos gravíssimos, incluindo a amputação de uma perna.
Mesmo com cuidados intensivos no Hospital Naval, faleceu dias depois, em 16 de agosto de 1928, apenas cinco dias antes de completar 31 anos.

## Variações no sobrenome
Com o processo de imigração e adaptação ao Brasil, o sobrenome original Del Prete passou por diversas alterações fonéticas e gráficas. Nos registros de gerações seguintes, observa-se variação entre as formas "Del Prette", "de Pretto", "Del Preto" e até "de Preto", refletindo tanto a fonética brasileira quanto eventuais erros de registro em cartórios. Algumas dessas variações ocorrem inclusive entre irmãos de mesma família. Apesar disso, todos descendem da mesma linhagem iniciada por Carlo Del Prete, originário da Itália.

## Homenagens e legado
Carlo Del Prete recebeu homenagens tanto no Brasil quanto na Itália:
- Em Natal, há uma avenida com seu nome: Avenida Piloto Carlos Del Prete.
- No bairro das Laranjeiras, no Rio de Janeiro, há a Praça Carlo Del Prete, com um monumento em forma de avião.
- No bairro Quarta Parada, em São Paulo, há a Rua Carlos Del Prete.
- É homenageado no Monumento aos Heróis da Travessia do Atlântico, na Avenida Moreira Guimarães, São Paulo.
- O aeroporto da cidade de Lucca (Aeroporto di Lucca - Tassignano) leva seu nome: Aeroporto "Carlo Del Prete".
- Recebeu postumamente a Medalha de Ouro ao Valor Aeronáutico do governo italiano.